# Ellen Glasgow
Ellen Glasgow, pe numele său complet Ellen Anderson Gholson Glasgow, (n. 22 aprilie 1873 - d. 21 noiembrie 1945) a fost o scriitoare americană, laureată a Premiului Pulitzer originară din Richmond, Virginia.
Începând cu 1897, Glasgow a scris 20 de romane, tratând în majoritatea lor viața din statul american  Virginia.  În ciuda educației sale precare, Glasgow a reușit să obțină atât succes public cât și critic în timpul său, respectiv să atingă nivelul statutului de povestitor al vieții de zi cu zi din Virginia, prin lecturi extensive.
Astăzi, Ellen Glasgow este considerată un scriitor minor, romanele sale fiind apreciate mai ales pentru caracterul pronunțat descriptiv al Sudului Statelor Unite ale Americii.
Ellen a menținut o lungă prietenie literară cu James Branch Cabell, un alt cunoscut scriitor din Richmond, Virginia (vedeți conexiunea următoare  Arhivat în 15 aprilie 2007, la Wayback Machine.).
După stingerea sa din viață în 1945, Ellen Glasgow a fost înmormântă și se odihnește în Cimitirul Hollywood din Richmond, Virginia.